# Lista de obras de Milton Friedman
A seguinte lista compreende os trabalhos publicados pelo economista americano Milton Friedman.

## Livros e artigos para o público em geral
- "Why Money Matters," Wall Street Journal, Nov. 17, 2006, p. A20 (últimas palavras)
- J. Daniel Hammond e Claire H. Hammond, ed., Making Chicago Price Theory: Friedman-Stigler Correspondence, 1945–1957. Routledge, 2006. 165 pp. ISBN 0-415-70078-7.
- "Reflections on A Monetary History," The Cato Journal, Vol. 23, 2004, ensaio
- Two Lucky People: Memoirs (com Rose Friedman) ISBN 0-226-26414-9 (1998) trecho e pesquisa de texto
- George J. Stigler, 1911–1991: Biographical Memoir, (National Academy of Sciences: 1998), online
- "The Case for Free Trade" com Rose Friedman, 1997, Hoover Digest artigo de revista
- Money Mischief: Episodes in Monetary History (1994) ISBN 0-15-162042-3, 28 6 pp.
- George Stigler: A Personal Reminiscence, Journal of Political Economy Vol. 101, No. 5 (Out., 1993), pp. 768–73 JSTOR
- "The Drug War as a Socialist Enterprise," in Arnold S. Trebach, ed. Friedman and Szasz on Liberty and Drugs: Essays on the Free Market and Prohibition (Drug Policy Foundation Press: 1992)
- Economic Freedom, Human Freedom, Political Freedom ISBN 1-883969-00-X (1992), panfleto curto
- "Milton Friedman’s extempore comments at the 1989 Hawaii conference: on India, Israel, Palestine, the USA, Debt and its uses, Erhardt abolishing exchange controls, Etc", fornecido pelo economista indiano Subroto Roy (Mai. 21, 1989)
- The Essence of Friedman, ensaio editado por Kurt R. Leube, (1987) (ISBN 0-8179-8662-6)
- "The Case for Overhauling the Federal Reserve," (1985), Challenge artigo de revista
- The Tyranny of the Status Quo (1984) ISBN 0-15-192379-5, 192 pp
- Free to Choose: A Personal Statement, com Rose Friedman, (1980), reafirmação altamente influente de pontos de vista políticos
- From Galbraith to Economic Freedom, Institute of Economic Affairs, Occasional Paper 49 (1977)
- There's No Such Thing as a Free Lunch (1975), coluna de Newsweek - online version
- Unemployment versus Inflation?, Institute of Economic Affairs, Occasional Paper 44 (1975)
- Social Security: Universal or Selective? com Wilbur J. Cohen (1972)
- "The Social Responsibility of Business is to Increase its Profits", The New York Times Magazine, Set. 13, 1970
- "Why Not a Volunteer Army?", New Individualist Review, 1967
- An Economist's Protest: Columns in Political Economy, Thomas Horton and Company (1966)
- Capitalism and Freedom (1962), série altamente influente de ensaios que estabeleceu a posição de Friedman sobre as principais questões de trechos de políticas públicas
- Roofs or Ceilings?: The Current Housing Problem com George J. Stigler. (Foundation for Economic Education, 1946), 22 pp.

## Livros e artigos econômicos (em ordem cronológica)
- "Professor Pigou's Method for Measuring Elasticities of Demand From Budgetary Data" The Quarterly Journal of Economics Vol. 50, No. 1 (Nov. 1935), pp. 151–63 JSTOR
- "Marginal Utility of Money and Elasticities of Demand," The Quarterly Journal of Economics Vol. 50, No. 3 (Mai. 1936), pp. 532–33 JSTOR
- "The Use of Ranks to Avoid the Assumption of Normality Implicit in the Analysis of Variance," Journal of the American Statistical Association Vol. 32, No. 200 (Dec. 1937), pp. 675–701 JSTOR
- "The Inflationary Gap: II. Discussion of the Inflationary Gap," American Economic Review Vol. 32, No. 2, Parte 1 (Jun. 1942), pp. 314–20 JSTOR
- "The Spendings Tax as a Wartime Fiscal Measure," American Economic Review Vol. 33, No. 1, Parte1 (Mar. 1943), pp. 50–62 JSTOR
- Taxing to Prevent Inflation: Techniques for Estimating Revenue Requirements (Columbia U.P. 1943, 236 pp) com Carl Shoup e Ruth P. Mack
- Income from Independent Professional Practice com Simon Kuznets (1945), Friedman's PhD thesis
- "Lange on Price Flexibility and Employment: A Methodological Criticism," American Economic Review Vol. 36, No. 4 (Set. 1946), pp. 613–31 JSTOR
- "Utility Analysis of Choices Involving Risk" com Leonard Savage, 1948, Journal of Political Economy Vol. 56, No. 4 (Ago. 1948), pp. 279–304 JSTOR
- "A Monetary and Fiscal Framework for Economic Stability", 1948, American Economic Review, Vol. 38, No. 3 (Jun. 1948), pp. 245–64 JSTOR
- "A Fiscal and Monetary Framework for Economic Stability," Econometrica Vol. 17, Suplemento: Relatório da Reunião de Washington (Jul. 1949), pp. 330–32 JSTOR
- "The Marshallian Demand Curve," The Journal of Political Economy Vol. 57, No. 6 (Dez. 1949), pp. 463–95 JSTOR
- "Wesley C. Mitchell as an Economic Theorist," The Journal of Political Economy Vol. 58, No. 6 (Dez. 1950), pp. 465–93 JSTOR
- "Some Comments on the Significance of Labor Unions for Economic Policy", 1951, in D. McC. Wright, editor, The Impact of the Union.
- "Commodity-Reserve Currency," Journal of Political Economy Vol. 59, No. 3 (Jun. 1951), pp. 203–32 JSTOR
- "Price, Income, and Monetary Changes in Three Wartime Periods," American Economic Review Vol. 42, No. 2, Documentos e Anais da Sexagésima Quarta Reunião Anual da Associação Econômica Americana (maio de 1952), pp. 612–25 JSTOR
- "The Expected-Utility Hypothesis and the Measurability of Utility", com Leonard Savage, 1952, Journal of Political Economy Vol. 60, No. 6 (Dec. 1952), pp. 463–74 JSTOR
- The Methodology of Positive Economics (1953)
- Essays in Positive Economics (1953)
- "Choice, Chance, and the Personal Distribution of Income," Journal of Political Economy Vol. 61, No. 4 (Aug. 1953), pp. 277–90 JSTOR
- "A Memorandum to the Government of India November 1955", MS publicado pela primeira vez na University of Hawaii em 21 de maio de 1989; publicado pela primeira vez no livro Foundations of India's Political Economy, editado por Subroto Roy & WE James, Sage 1992
- "The Quantity Theory of Money: A restatement", 1956, in Friedman, editor, Studies in Quantity Theory.
- A Theory of the Consumption Function (1957)
- "A Statistical Illusion in Judging Keynesian Models" com Gary S. Becker, Journal of Political Economy Vol. 65, No. 1 (Fev. 1957), pp. 64–75 JSTOR
- "The Supply of Money and Changes in Prices and Output", 1958, in Relationship of Prices to Economic Stability and Growth.
- "The Demand for Money: Some Theoretical and Empirical Results," Journal of Political Economy Vol. 67, No. 4 (Ago. 1959), pp. 327–51 JSTOR
- A Program for Monetary Stability (Fordham University Press, 1960) 110 pp online
- "Monetary Data and National Income Estimates," Economic Development and Cultural Change Vol. 9, No. 3, (Abr. 1961), pp. 267–86 JSTOR
- "The Lag in Effect of Monetary Policy," Journal of Political EconomyVol. 69, No. 5 (Oct. 1961), pp. 447–66 JSTOR
- Price Theory ISBN 0-202-06074-8 (1962), college textbook online
- "The Interpolation of Time Series by Related Series," Journal of the American Statistical Association Vol. 57, No. 300 (Dec. 1962), pp. 729–57 JSTOR
- "Should There be an Independent Monetary Authority?", in L.B. Yeager, editor, In Search of a Monetary Constitution
- Inflation: Causes and consequences, 1963.
- "Money and Business Cycles," The Review of Economics and Statistics Vol. 45, No. 1, Parte 2, Supplement (Feb. 1963), pp. 32–64 JSTOR
- A Monetary History of the United States, 1867–1960, com Anna J. Schwartz, 1963; parte 3 reimpresso como The Great Contraction
- "Money and Business Cycles" com A. J. Schwartz, 1963, Review of Economics & Statistics.
- "The Relative Stability of Monetary Velocity and the Investment Multiplier in the United States, 1898–1958", com D. Meiselman, 1963 em Políticas de Estabilização.
- "A Reply to Donald Hester", com D. Meiselman, 1964
- "Reply to Ando and Modigliani and to DePrano and Mayer," com David Meiselman. American Economic Review Vol. 55, No. 4 (Set. 1965), pp. 753–85 JSTOR
- "Interest Rates and the Demand for Money," Journal of Law and Economics Vol. 9 (Oct. 1966), pp. 71–85 JSTOR
- The Balance of Payments: Free Versus Fixed Exchange Rates com Robert V. Roosa (1967)
- "The Monetary Theory and Policy of Henry Simons," Journal of Law and Economics Vol. 10 (Oct. 1967), pp. 1–13 JSTOR
- "What Price Guideposts?", in G.P. Schultz, R.Z. Aliber, ed., Guidelines
- "The Role of Monetary Policy." American Economic Review, Vol. 58, No. 1 (Mar. 1968), pp. 1–17 JSTOR discurso presidencial à American Economics Association
- "Money: the Quantity Theory", 1968, IESS
- "The Definition of Money: Net Wealth and Neutrality as Criteria" com Anna J. Schwartz, Journal of Money, Credit and Banking Vol. 1, No. 1 (Feb. 1969), pp. 1–14 JSTOR
- Monetary vs. Fiscal Policy com Walter W. Heller (1969)
- "Comment on Tobin", 1970, Quarterly Journal of Economics
- Monetary Statistics of the United States: Estimates, Sources, Methods. com Anna J. Schwartz, 1970.
- "A Theoretical Framework for Monetary Analysis," Journal of Political Economy Vol. 78, No. 2 (Mar. 1970), pp. 193–238 JSTOR
- The Counter-Revolution in Monetary Theory 1970.
- "A Monetary Theory of Nominal Income", 1971, Journal of Political Economy JSTOR
- "Government Revenue from Inflation," Journal of Political Economy Vol. 79, No. 4 (Jul. 1971), pp. 846–56 JSTOR
- "Have Monetary Policies Failed?" American Economic Review Vol. 62, No. 1/2 (1972), pp. 11–18 JSTOR
- "Comments on the Critics," Journal of Political Economy Vol. 80, No. 5 (Set. 1972), pp. 906–50 JSTOR
- "Comments on the Critics", 1974, in Gordon, ed. Milton Friedman and his Critics.
- "Monetary Correction: A proposal for escalation clauses to reduce the cost of ending inflation", 1974
- The Optimum Quantity of Money: And Other Essays (1976)
- Milton Friedman in Australia, 1975 (1975)
- Milton Friedman's Monetary Framework: A Debate with His Critics (1975)
- "Comments on Tobin and Buiter", 1976, em J. Stein, editor, Monetarism.
- "Inflation and Unemployment: Nobel lecture", 1977, Journal of Political Economy. Vol. 85, pp. 451–72. JSTOR
- Introduction to New Individualist Review. Indianapolis: Liberty Fund (1981), pp. ix-xiv. ISSN 0028-5439. ISBN 0913966908.1961 (vol. 1, no. 1) 1968 (vol. 5, no. 1).
- "Interrelations between the United States and the United Kingdom, 1873–1975.", com A.J. Schwartz, 1982, J Int Money and Finance
- Monetary Trends in the United States and the United Kingdom: Their relations to income, prices and interest rates, 1876–1975. Com Anna J. Schwartz, 1982
- "Monetary Policy: Theory and Practice," Journal of Money, Credit and Banking Vol. 14, No. 1 (Fev. 1982), pp. 98–118 JSTOR
- "Monetary Policy: Tactics versus strategy", 1984, em Moore, editor, To Promote Prosperity.
- "Lessons from the 1979–1982 Monetary Policy Experiment," American Economic Review Vol. 74, No. 2, Documentos e Procedimentos ... da American Economic Association (Mai. 1984), pp. 397–401.
- "Has Government Any Role in Money?" com Anna J. Schwartz, 1986, JME
- "Quantity Theory of Money", em J. Eatwell, M. Milgate, P. Newman, eds., The New Palgrave (1998)
- "Money and the Stock Market," Journal of Political Economy Vol. 96, No. 2 (Abr. 1988), pp. 221–45 JSTOR
- "Bimetallism Revisited," Journal of Economic Perspectives Vol. 4, No. 4 (1990), pp. 85–104 JSTOR
- "The Crime of 1873," Journal of Political Economy Vol. 98, No. 6 (Dez. 1990), pp. 1159–1194 JSTOR
- "Franklin D. Roosevelt, Silver, and China," Journal of Political Economy Vol. 100, No. 1 (Fev. 1992), pp. 62–83 JSTOR
- Milton Friedman on Economics: Selected Papers by Milton Friedman, editado por Gary S. Becker (2008)

## Vídeos
- The Power of Choice (2007).
- Free to Choose (1980) (1990).
- PRC Forum: Milton Friedman (1987).
- Milton Friedman interviewed on America's Drug Forum (1991)
- Monetary Revolutions (1992).
- Money (1992).
- Efforts in Eastern Europe to Localize Government (1993).
- Privatization Trends in Eastern Europe (1993).
- Health Care Reform (1992).
- Economically Speaking – Why Economists Disagree (1978).
- Milton Friedman Speaks: Lecture 01, "What is America?" and Q & A (1978).
- Milton Friedman Speaks: Lecture 02, "Myths That Conceal Reality" and Q & A (1978).
- Milton Friedman Speaks: Lecture 03, "Is Capitalism Humane?" and Q & A (1978).
- Milton Friedman Speaks: Lecture 04, "The Role of Government in a Free Society" and Q & A (1978).
- Milton Friedman Speaks: Lecture 05, "What Is Wrong with the Welfare State?" and Q & A (1978).
- Milton Friedman Speaks: Lecture 06, "Money and Inflation" and Q & A (1978).
- Milton Friedman Speaks: Lecture 07, "Is Tax Reform Possible?" and Q & A (1978).
- Milton Friedman Speaks: Lecture 08, "Free Trade: Producer vs. Consumer" and Q & A (1978).
- Milton Friedman Speaks: Lecture 09, "The Energy Crisis: A Humane Solution" and Q & A (1978).
- Milton Friedman Speaks: Lecture 10, "The Economics of Medical Care" and Q & A (1978).
- Milton Friedman Speaks: Lecture 11, "Putting Learning Back in the Classroom" and Q & A (1978).
- Milton Friedman Speaks: Lecture 12, "Who Protects the Consumer?" and Q & A (1978).
- Milton Friedman Speaks: Lecture 13, "Who Protects the Worker?" and Q & A (1978).
- Milton Friedman Speaks: Lecture 14, "Equality and Freedom in the Free Enterprise System" and Q & A (1978).
- Milton Friedman Speaks: Lecture 15, "The Future of Our Free Society" and Q & A (1978).